# Religion scythe

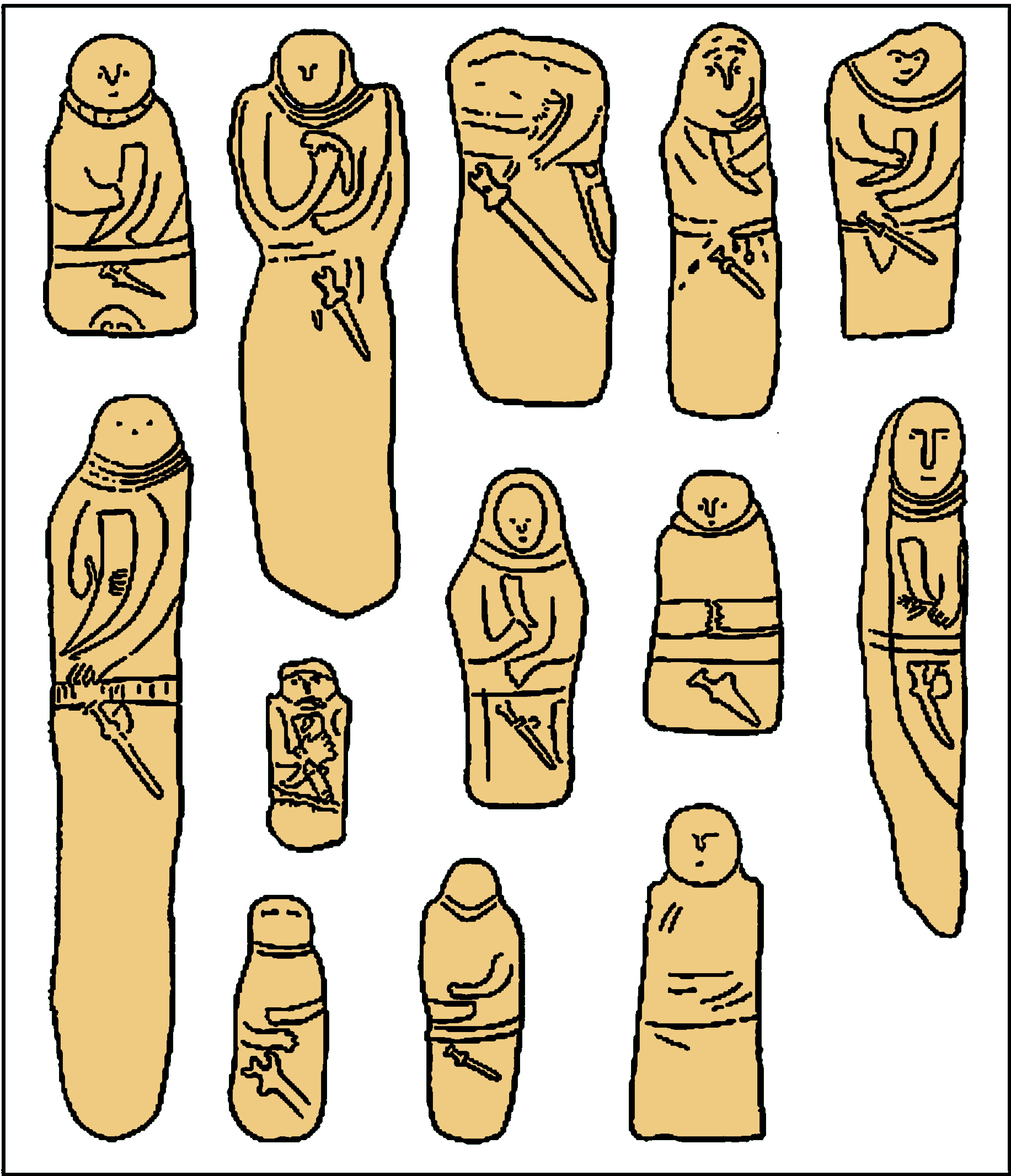
Collection de dessins de stèles scythes, allant de ca. 600 av. J.-C. à 300 apr. J.-C. Beaucoup d'entre elles représentent des guerriers, et semble-t-il les défunts enterrés dans le kourgane, tenant une corne à boire dans sa main droite.

La religion scythe est l'ensemble des récits mythologiques, pratiques rituelles et croyances des Scythes, un des peuples iraniens qui ont occupé la steppe pontique et de la Caspienne dans l'Antiquité classique. Le peu que l'on sait de la religion est tiré de l'ouvrage de l'historien et ethnographe grec du Ve siècle Hérodote. Il est supposé qu'elle est liée à la plus ancienne religion proto-indo-iranienne, et a influencé plus tard les mythologies slaves, hongroise et turque, ainsi que les traditions ossètes qu'on pense descendantes de la mythologie scythe.

## Archéologie
Le premier contexte archéologique de sacrifice du cheval sont des sépultures, notamment des enterrements de chars, mais avec des signes de tombes cheval sont apparents depuis le chalcolithique et jusqu'à l'époque historique. Hérodote décrit l'exécution de chevaux à l'enterrement d'un roi scythe, et les tombes kourganes de l'âge de fer sont connues pour contenir des chevaux par centaines.
Les Scythes ont un certain respect pour le cerf, qui est l'un des motifs les plus courants dans leur art, en particulier dans les sites funéraires. On croit que l'animal rapide accélère les esprits des morts sur leur chemin, ce qui explique peut-être les coiffures bizarres avec bois trouvés sur des chevaux enterrés aux tombes de Pazyryk (en).

## Religion
Les récents travaux montrent que les Scythes baignaient dans une atmosphère religieuse. Pourtant, ils n'avaient pas de classe de prêtres, contrairement à leurs cousins perses (les mages) ou indiens (les brahmanes). Hérodote (IV, 67) mentionne des devins qui manipulaient des faisceaux de baguettes de saule et d'autres, les Enarées « hommes-femmes » (d'un composé iranien *a-narya « non-mâle »), qui se servaient de morceaux d'écorce de tilleul,. Ces personnages auraient reçu le don de divination de la déesse Argimpasa. 
Quand un roi tombait malade, ils pensaient généralement que quelqu'un avait juré un faux serment sur le feu royal. Si l'on arrivait à prouver qu'ils avaient faussement accusé cette personne, on les brûlait vifs. Ceci montre par ailleurs que le roi était consubstantiel au feu. Ce que les Scythes avaient de plus sacré était sûrement leurs sépultures : ils les construisaient aussi loin que possible de leurs ennemis et étaient prêts à mourir pour les défendre. Qu'on écoute seulement ce que répond un de leurs chefs, Idanthrysos, à Darius quand il vient pour les soumettre et qu'insaisissables, refusant le combat, ils se dérobent sans cesse et le harcèlent selon une tactique qui demeurera invariable pendant des millénaires : « Je n'ai jamais eu peur d'un homme et fui devant lui [...]. Je ne fais rien maintenant que je n'aie toujours eu l'habitude de faire [...]. Nous n'avons ni ville ni culture qui nous obligeraient [...] à livrer bataille en hâte [...]. Nous avons des tombes où reposent nos ancêtres. Trouvez-les et essayez d'y toucher. Vous verrez bien alors si nous combattrons pour elles ou si nous refuserons encore de nous battre ».
Les Grecs ont donné le nom d'un philosophe scythe, Anacharsis.

## Mythologie
Selon les Yasht, la partie mythologique de l'Avesta, le texte sacré du zoroastrisme, un héros nommé Thraetaona (le Fereydoun du Shâh Nâmâ de Ferdowsi) partagea son royaume entre ses trois fils, Iradj, Salm et Tour. Iradj reçut la Perse, Salm la partie occidentale de son royaume et Tour la partie orientale. Le Yasht XVII (prière à la déesse Ashi, 55-56) parle des « Tours aux chevaux rapides ». Selon les écrivains de l'Antiquité et du Moyen Âge, le Touran s'étendait dans les steppes du nord de la Perse et du Turkestan occidental (domaine des Sogdiens). Ceci permet de les identifier aux Scythes. Le roi Fraransyan du Touran agressa les Perses mais fut vaincu. Cette lutte est relatée dans le Yasht XIX. Si Thraetaona est purement mythique, il n'y a pas de raison de douter de la confrontation entre les Perses et les nomades touraniens. Avec l'arrivée des tribus turques au Turkestan, les Touraniens (et par conséquent les Scythes) furent considérés comme Turcs.
Le nom de Tour vient d'un terme indo-iranien, tura, qui signifie « puissant ». D'après les travaux de François Cornillot, spécialiste du Rig-Veda et de l'Avesta, on le retrouve dans le nom de Targitaos, l'ancêtre des Scythes selon une légende racontée par Hérodote, avec une transformation du u et un a propre aux Scythes septentrionaux : ce nom était auparavant prononcé *Tar-γwitaw, titre provenant lui-même de *Tur-hwatawah « Souverain Puissant ». Hérodote (IV, 5-6) rapporte que Targitaos eut trois fils, Lipoxaïs, Arpoxaïs et Coloxaïs. Sous leur règne, trois objets en or tombèrent du ciel, une charrue et un joug, une hache-sagaris et une coupe. Les deux premiers frères voulurent prendre ces objets, mais ils s'enflammèrent. Ils revinrent à Coloxaïs, qui eut alors le titre de roi. Ces trois objets représentent les trois fonctions reconnues par Georges Dumézil chez tous les peuples indo-européens : la fonction cléricale (le bol), la fonction guerrière (la hache) et la fonction de production (la charrue et le joug). Étant entré en possession de ces trois objets, Coloxaïs acquit un caractère trifonctionnel, comme tous les rois indo-européens. Par ailleurs, les linguistes considèrent unanimement que le suffixe -xaïs reproduit le nom iranien du roi, qui était xshaya- en avestique.

### Les dieux scythes

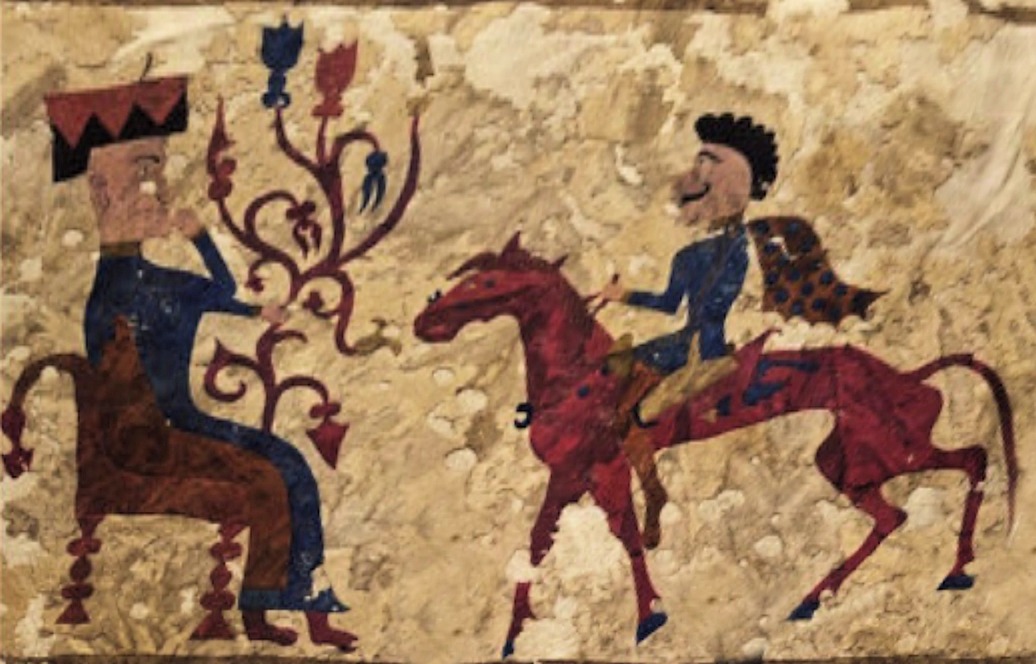
Déesse assise (Tabiti ou Artimpasa) et cavalier scythe,, -241.

Hérodote donne une liste de divinités scythes avec leurs équivalents grecs. Pour certaines d'entre elles, il précise leur nom scythe, mais prononcé à la manière grecque :
- Tabiti, déesse équivalente à Hestia, la déesse grecque du feu et du foyer[5] ;
- Papaios, dieu équivalent à Zeus ;
- Apia, la Terre, épouse de Papaios ;
- Thagimasadas, dieu équivalent à Poséidon ;
- Oitosuros, dieu équivalent à Apollon ;
- Argimpasa, déesse considérée comme « Aphrodite céleste » ;
- un dieu équivalent à Héraclès et un dieu équivalent à Arès, le dieu de la guerre des Grecs.

L'Héraclès scythique devait être très proche de son homologue grec, puisque les Grecs de la mer Noire ont mélangé leurs mythes : ils lui ont attribué le dixième travail de leur propre héros, celui où il vole les bœufs de Géryon (lesquels se transforment en juments dans la suite de leur récit).
L'identification de ces dieux est problématique, mais ce travail a bénéficié de l'avancée des études indo-européennes. Tabiti, dont le nom se rattache à la racine iranienne tap- « chauffer » a été rapprochée par Georges Dumézil du personnage de Tapatī, sœur de Savitrī et fille du Soleil dans le Mahabharata. Le comparatiste a retrouvé ses traces dans les légendes des Ossètes, peuple iranien du Caucase. Il a également reconnu en l'Arès scythique un héros ossète, Batraz. Ces deux personnages s'identifient notamment tous les deux à une épée.
Dans le nom d'Apia, les spécialistes s'accordent à reconnaître l'iranien āp- « eau ». Selon Hérodote, c'est la Terre, mais l'analyse de la mythologie indo-européenne montre que la Terre était représentée sous la forme d'une montagne « sécrétant » une rivière, c'est-à-dire d'une montagne-source. Les Indo-Iraniens ont accentué son aspect humide. Dans les textes grecs, le dieu iranien Mithra est identifié à Apollon, ce qui permet de considérer qu'Oitosuros est Mithra. Ce nom devait être un composé Oito-suros dont le deuxième membre provenait du vieil iranien sūra- « fort ». Dans l'Avesta, ce qualificatif est attribué à Mithra. Quant au terme oito, selon l'analyse de François Cornillot, il était la graphie grecque de *witāw, de *hwatāwah « souverain ». Ainsi, les Scythes surnommaient Mithra le « Souverain Fort ».
Ce même auteur a proposé une autre lecture du nom des Sakā haumavargā : il fait dériver son deuxième membre de hauma warāgan, où le terme warāgan signifie « vainqueur de *Wāra » et aboutit à l'ossète Wœrgon. De la sorte, les Sakā haumavargā sont les « Saces adeptes du culte du Haoma vainqueur de *Wāra ». Pour comprendre la signification de cet ethnonyme, il faut savoir que le Haoma est une plante divinisée et que son ennemi *Wāra, appelé Vritra dans les textes indiens, est un démon qui cherche à faire disparaître le soleil et à obstruer la rivière qui descend de la montagne-source. Comme *Wāra représente la mort, la victoire du Haoma (plante d'immortalité) est celle de la vie sur la mort.
Les Sogdiens, fondateurs de la cité de Samarcande, étaient peut-être d'anciens Sakā haumavargā, car le nom de cette cité pourrait s'expliquer[réf. nécessaire] comme Saka-Haumawarga-kantha « ville des Saces Haumawarga » → *Sai-Maragkanda → *Sā-maragkanda (la transformation de saka en sai est un phénomène attesté ailleurs).
Enfin, le hauma-wāragan est aussi connu sous le nom de xwarnah (ou khvarnah). C'est une entité multiforme, lumineuse, assimilée à un feu mais qui séjourne sous les eaux. Selon un texte iranien, le Bundahishn, il est gardé par la déesse Aredvi Sūrā Anāhitā. Celle-ci est donc la xwarnah-pāthrā, « [déesse] assurant la garde du hauma-wāragan » (ou th se prononce comme "thank you" en anglais). En inversant les termes hauma et wāragan, puis par transformations successives, on obtient : wārag[an]-hauma-pāthrā → *wārgumpāsā → * argempāsā. On reconnaît le nom de la déesse Argimpasa.

## Sources
- David Christian, A History of Russia, Central Asia and Mongolia, t. I : Inner Eurasia from Prehistory to the Mongol Empire, Oxford, Blackwell Publishing, 1998, p. 148.  (ISBN 0-631-18321-3).
- Georges Dumézil, Romans de Scythie et d’alentour, Paris, Payot, 1978
- W. Jillard Hort, The New Pantheon: An Introduction to the Mythology of the Ancients, Londres, Longman / Rees, Orme, Brown & Green, 1827, p. 188–190.
- Iaroslav Lebedynsky, Les Scythes, Paris, Errance, 2001.
- G. C. Macaulay, The History of Herodotus, Vol. I. Londres, Macmillan & Co., 1904, p. 313–317.
- Renate Rolle, The World of the Scythians, Berkeley, University of California Press, 1980, p. 128–129.  (ISBN 0-520-06864-5).
- Jean-Paul Roux, Histoire de l'Iran et des Iraniens : Des origines à nos jours, Paris, Fayard, 2006, 522 p. (ISBN 2-213-62736-3)
- T. Sulimirski, « The Scyths », dans The Cambridge History of Iran, t. II : The Median and Achaemenian Periods, s. la dir. de W. B. Fisher, Cambridge, Cambridge University Press, 1985.  (ISBN 0-521-20091-1). pp. 158–159.